# Inula salicina subsp. aspera
Inula salicina subsp. aspera é uma subespécie de planta com flor pertencente à família Asteraceae. 
A autoridade científica da subespécie é (Poir.) Hayek, tendo sido publicada em Repert. Spec. Nov. Regni Veg. Beih. 30(2): 602. 1931.

## Portugal
Trata-se de uma subespécie presente no território português, nomeadamente em Portugal Continental.
Em termos de naturalidade é nativa da região atrás indicada.

## Protecção
Não se encontra protegida por legislação portuguesa ou da Comunidade Europeia.